# John A. Minetto State Park
John A. Minetto State Park ist ein State Park im US-Bundesstaat Connecticut auf dem Gebiet der Gemeinde Torrington. Er hat eine Fläche von 289 ha (715 acre) und bietet die Möglichkeit zum Picknicken, Angeln und im Winter Ski zu laufen.
Ursprünglich hieß das Gebiet Hall Meadow.

## Geographie
Der Hall Meadow Brook durchzieht den Park von Norden nach Süden und wird am Südende zum Hall Meadow Brook Reservoir angestaut. Er entwässert in den westlichen Zweig des Naugatuck Rivers. Das Gebiet ist geprägt von kleinen Flüssen und verschiedenen Teichen (Beechers Pond) und Seen. Etwa 1,5 km weiter südlich befindet sich der Stillwater Pond State Park.